# Persona 2: Innocent Sin
Persona 2: Innocent Sin (ペルソナ２罪?, Perusona 2 Tsumi, lett. "Persona 2: Peccato") è un videogioco di ruolo, commercializzato da Atlus nel 1999 per Sony Playstation, il secondo capitolo della serie Megami Ibunroku Persona che facendo parte dello stesso franchise, in occidente è stato abbinato alla serie Shin Megami Tensei, con cui in realtà ha solo alcuni punti di contatto e nulla più. Rispetto agli altri episodi della serie, questo è l'unico mai arrivato ufficialmente in Occidente fino all'uscita del remake su PlayStation Portable nel 2011.

## Modalità di gioco

Mappa 3D di un dungeon, versione PlayStation

Persona 2 presenta fondamentalmente due modalità di esplorazione: mappa della città e mappa 3D. Entrambe funzionano in maniera completamente differente da com'erano nel primo gioco di Persona.

### Mappa 3D
È la modalità che si attiva quando si esplora l'interno di un edificio o di una locazione. Esistono due distinte versioni di questa modalità, ovvero conversazione e dungeon. Nella prima è possibile interagire con altri personaggi, inclusi i propri, in tutta libertà. Nella seconda compariranno 2 nuovi indicatori a video: le informazioni della locazione (nome del luogo, piano, nome della sezione) e una bussola. La differenza sostanziale tra le due modalità è che nella seconda si dovrà, nella maggior parte dei casi, affrontare incontri casuali con mostri e demoni, oltre alla possibilità di correre, non presente in conversazione (il protagonista camminerà più velocemente invece di mostrare l'animazione di corsa).
Questa modalità differisce dal primo Persona quasi completamente in quanto la visuale è sempre in terza persona e mostra personaggi 2D che si muovono su scenari 3D. Inoltre il protagonista ora può muoversi in otto direzioni anziché quattro e lo scenario è rotabile liberamente.

### Mappa della città
La seconda modalità di esplorazione, differente dalla mappa 3D in quanto completamente in 2D, sfondi compresi. Essa è suddivisa in mappa larga e mappa media: la prima permette di selezionare il distretto che si vuole visitare e visualizzare una panoramica completa della città, mentre nella seconda è possibile esplorare i distretti e parlare con le persone in strada.
Le differenze con il primo Persona sono rappresentate dall'assenza totale di combattimenti casuali durante l'esplorazione, dall'uso di immagini 2D per visualizzare ogni oggetto su schermo e dall'introduzione della conversazione con altre persone sparse per la città. Inoltre è stata introdotta la divisione della città in veri e propri distretti, e i negozi sono accessibili molto più velocemente tramite un menu di selezione rapida.

### Sistema di combattimento
Questa sezione è stata completamente rivista rispetto al primo Persona. È stato eliminato completamente il concetto di formazione, quindi non esistono più una prima e seconda fila e ogni personaggi può attaccare chiunque e a qualsiasi distanza senza dover tener conto del raggio di azione del proprio attacco. Inoltre sono stati introdotti gli incantesimi combinati, in cui due o più Persona possono unire le forze per sferrare un attacco più potente del normale.

#### Contatto
Come in altri giochi realizzati da R&D1 (squadra di sviluppo della Atlus), anche in Persona 2 è possibile intentare delle discussioni con i demoni per ottenere contratti o tarocchi da utilizzare nella Velvet Room per evocare nuove Persona. In questo modo è anche possibile evitare la maggior parte dei combattimenti contattando i demoni in grado di parlare. I boss, i demoni nati dalle storie, i Nazisti e i membri del Gruppo Mascherato non possono essere in alcun modo contattati.
Quando si cerca di stabilire un contatto i demoni risponderanno con una di queste quattro reazioni: gioia, rabbia, interesse e paura.
- Gioia: Il demone verrà circondato da una luce verde e mostrerà interesse nelle azioni dell'interlocutore. Dopo tre tentativi il demone chiederà se volete creare un contratto, con cui avrete la possibilità di ottenere Free Tarot. Nel caso il livello del gruppo del giocatore fosse troppo basso, il demone replicherà dicendo di non poter creare un contratto e offrirà una ricompensa alternativa.
- Rabbia: Il peggiore degli stati, rappresentato da una luce rossa. Un demone in questo stato porrà al giocatore una domanda, con cui si dovrà cercare di ottenere uno stato qualsiasi che non sia rabbia, altrimenti verrà posta un'altra domanda. Nel caso in cui il demone si arrabbi per tre volte, al giocatore non sarà più possibile contattare tutti i demoni di quella specie fino alla battaglia successiva. Inoltre, se è stato creato un contratto con quella particolare specie di demone, lo stato di rabbia porterà ad una rottura immediata del contratto e alla fuga di tutti gli esemplari di demoni di quella specie.
- Interesse: Questo stato è indicato da un punto esclamativo che compare sulla testa del demone e da una luce gialla. A volte capiterà che il demone vi ponga una domanda, esattamente come succede nello stato di rabbia. Dopo tre tentativi portati a segno con successo, il demone vi offrirà dei tarocchi del proprio arcano in regalo. Nel caso in cui il demone sia sotto contratto, vi ricompenserà anche con dei Free Tarot.
- Paura: L'ultimo stadio, indicato da una luce blu. Dopo tre tentativi il demone fuggirà via dal campo di battaglia portando con sé tutti i suoi simili.

Nel caso di tre risposte gioia o interesse, la battaglia avrà immediatamente termine.

## Personaggi

### Personaggi giocabili
Tatsuya Suō (周防達也?, Suō Tatsuya)
Il protagonista silenzioso, l'unico rinominabile in entrambi i capitoli di Persona 2. Uno studente al terzo anno del liceo Seven Sisters in grado di imitare svariati suoni e rumori, e senza un'idea precisa del proprio futuro.
Arma: Spada a due mani
Segno zodiacale: Leone
Gruppo sanguigno: B
Nick: Tatsu
Doppiatore: Takehito Koyasu, Keith Silverstein (voce inglese nella versione PSP)
Persona base: Vulcanus
Persona secondario: Vulcanus Prime
Persona finale: Apollo
Opzioni di contatto: Imitazioni, persuasione, discorsi da uomini e sguardo assassino.
Lisa Silverman (リサ・シルバーマン?, Risa Shirubāman)
L'unica ragazza bianca del liceo Seven Sisters. Frequenta la classe 2-C ed è follemente innamorata del protagonista Tatsuya. Nel gioco farà la sua entrata in scena portando con sé una lettera di sfida di Eikichi Mishina del liceo Kasugayama.
Arma: Pugni
Segno zodiacale: Toro
Gruppo sanguigno: A
Nick: Ginko
Doppiatrice: Hiroko Konishi, Stephanie Sheh (voce inglese nella versione PSP)
Persona base: Eros
Persona secondario: Eros Prime
Persona finale: Venus
Opzioni di contatto: Ballo, Kung-fu, storia d'amore e seduzione.
Eikichi Mishina (三科栄吉?, Mishina Eikichi)
Studente del secondo anno al liceo Kasugayama, il capo delle bande nella scuola. È il primo personaggio del gioco che mostra di possedere una Persona con cui attaccherà Lisa dopo che lei lo avrà ripetutamente insultato chiamandolo "capobanda mutande" (パンツ番長).
Arma: Chitarra-mitragliatrice
Segno zodiacale: Scorpione
Gruppo sanguigno: 0
Nick: Michelle
Doppiatore: Kosuke Toriumi, Troy Baker (voce inglese nella versione PSP)
Persona base: Rhadamanthus
Persona secondario: Rhadamanthus Prime
Persona finale: Hades
Opzioni di contatto: Discorsi da narcisista, marca il territorio, parla della vita e canzone assassina.
Maya Amano (天野舞耶?, Amano Maya)
L'eroina, che diventerà nel capitolo successivo di Persona 2 la protagonista muta. Lavora per l'agenzia di pubblicazioni Kismet ed è la direttrice del giornale per ragazzi Coolest.
Arma: Pistole
Segno zodiacale: Cancro
Gruppo sanguigno: 0
Nick: Maya
Doppiatrice: Akiko Yajima, Dorothy Fahn (voce inglese nella versione PSP)
Persona base: Maia
Persona secondario: Maia Prime
Persona finale: Artemis
Opzioni di contatto: Intervista, consiglio, discorsi sulla famiglia e prendi in giro.
Yukino Mayuzumi (黛ゆきの?, Mayuzumi Yukino)
Assistente di Fujii Shunsuke, accompagnerà Maya Amano nell'investigazione della maledizione degli stemmi a Seven Sisters. È l'unico personaggio giocabile del primo capitolo di Persona.
Arma: coltelli da lancio.
Segno zodiacale: Ariete
Gruppo sanguigno: A
Nick: Yukki
Doppiatrice: Tomoe Hanba, Kirsten Potter (voce inglese nella versione PSP)
Persona base: Vesta
Persona finale: Durgā
Opzioni di contatto: Avvertimento, rimprovero, parla con i pugni e scatti assassini.
Jun Kurosu (黒須淳?, Kurosu Jun)
Studente del terzo anno al liceo Kasugayama, conosciuto come il ragazzo che ama i fiori. È lui a diffondere la storia dell'incantesimo "Maestro Joker". Curiosità: pare che ad un certo punto del gioco lui provi a tracciare con Tatsuya un relazione di tipo omosessuale, una delle possibili ragioni per cui Innocent Sin non sia arrivato in occidente.
Arma: fiori.
Segno zodiacale: Acquario
Gruppo sanguigno: AB
Nick: Jun
Doppiatore: Shigeru Shibuya, Bryce Papenbrook (voce inglese nella versione PSP)
Persona base: Hermes
Persona finale: Cronos
Opzioni di contatto: Adulazione, oroscopo, parla dei sogni e fiore assassino.

### Personaggi non giocabili

#### Agenzia Investigativa Kuzunoha
Tamaki (たまきちゃん?, Tamaki-chan)
Una ragazza diplomata al Liceo Hermelin, co-protagonista nel gioco Shin Megami Tensei If... in cui frequentava il Liceo Karukozaka. Lavora nell'agenzia come Devil Summoner a tempo indeterminato. È uno dei pochissimi personaggi di cui non viene fornito il nome completo, che però viene rivelato essere Tamaki Uchida nel primo capitolo di Persona. In una scena di gioco viene mostrato che per combattere utilizza un GUMP molto simile a quello del protagonista di Devil Summoner: Soul Hackers.
Tadashi (ただしくん?, Tadashi-kun)
Figlio imbranato del proprietario delle catene Satomi Tadashi, in realtà avatar di uno dei creatori del gioco. È fidanzato con Tamaki e lavora anche lui come investigatore per l'agenzia, ma non è molto bravo nel suo lavoro. Cercherà anche di combattere in seguito usando come arma uno stocco, ma verrà sconfitto facilmente. Il rapporto che ha con Tamaki non è stato molto apprezzato dai fan e infatti nella metà complementare di Innocent Sin, Eternal Punishment, Tadashi è stato fatto scomparire fornendo una spiegazione molto vaga che lo vedrebbe in combattimento con dei loschi figuri (molto probabilmente i fan adirati).
Daisuke Todoroki (轟大助?, Todoroki Daisuke)
Il direttore dell'agenzia e datore di lavoro di Tamaki e Tadashi. Viene descritto nella sua sequenza introduttiva come un detective di poco conto, che però ha avuto un cambio repentino e adesso possiede delle grandi capacità investigative. Stando a quanto è rivelato nella guida ufficiale di Innocent Sin, il corpo di Todoroki è in realtà posseduto dall'anima dell'ultimo discendente dei Kuzunoha, il che spiegherebbe il motivo del cambiamento così radicale.

#### Il Gruppo Mascherato
Joker (ジョーカー?, Jōkā)
L'individuo che compare utilizzando l'incantesimo "Maestro Joker" (ジョーカー様?, Jōkā-sama), che consiste nel chiamare il numero del proprio cellulare. Si dice sia in grado di esaudire qualsiasi desiderio. La sua vera identità è avvolta dal mistero. Il capo dell'organizzazione segreta conosciuta come "Gruppo Mascherato" (仮面党?, Kamentō). Il suo Persona è Joker-Nyarlathotep.
King Leo (キング・レオ?, Kingu Reo)
Il leader di rango più alto del Gruppo Mascherato, servitore fedele del Joker. Maya lo riconoscerà come il piromane che da tempo la stava perseguitando, senza però capirne la reale identità. È suo compito vegliare sul teschio di cristallo del fuoco. Il suo Persona è Reverse Vulcanus.
Queen Aquarius (クイーン・アクエリアス?, Kuīn Akueriasu)
Uno dei leader del Gruppo Mascherato di cui non si sa molto, se non che le è stato ordinato di raccogliere energia ideale dagli adulti. Comparirà soltanto una volta in tutto il gioco e non sarà affrontabile in battaglia, al contrario degli altri membri dell'organizzazione. È suo compito vegliare sul teschio di cristallo del vento.
Prince Taurus (プリンス・トーラス?, Purinsu Tōrasu)
Uno dei leader del Gruppo Mascherato a cui è stato ordinato di rubare l'energia ideale di giovani stelle nascenti. L'unico dei membri dell'organizzazione che è possibile affrontare in due modi diversi e con statistiche totalmente differenti. È suo compito vegliare sul teschio di cristallo della terra. Il suo persona è Reverse Venus.
Lady Scorpion (レイディ･スコルピオン?, Reidi Sukorupion)
Uno dei leader del Gruppo Mascherato, la prima che è possibile incontrare in gioco durante l'investigazione della maledizione degli stemmi. Le è stato ordinato di raccogliere energia ideale tra gli adolescenti. Il combattimento con Lady Scorpion è facoltativo e dipende da una scelta fatta da Yukino in un momento di crisi. È suo compito vegliare sul teschio di cristallo dell'acqua. Il suo persona è Reverse Aeshma.

## Accoglienza
La rivista Play Generation diede alla versione per PlayStation Portable un punteggio di 85/100, apprezzando la trama, la longevità e le aggiunte rispetto al titolo originale e come contro il comparto grafico, i combattimenti eccessivi e la mancata localizzazione in lingua italiana, finendo per considerarlo un GdR che ha fatto la storia del genere, con ottime meccaniche ma che risente tecnicamente dell'età che ha. La stessa testata lo classificò in seguito come il quinto migliore titolo per PSP del 2011.